# Mario Carreño Morales
Pour les articles homonymes, voir Carreño (homonymie) et Morales.
Mario Carreño Morales, né à La Havane (Cuba) le 24 mai 1913 et mort à Santiago du Chili (Chili) le 20 décembre 1999, est un peintre cubain.
Il a fait ses études entre 1925 et 1926 à l'Academia Nacional de Bellas Artes San Alejandro (es) de la Havane, puis à l'Académie royale des beaux-arts de San Fernando de Madrid en 1934 et, en 1937, à l'École nationale des arts appliqués et à l'Académie Julian, toutes deux à Paris.

## Biographie
La vaste carrière artistique de Mario Carreño Morales a débuté en 1925 lorsqu'il est entré à l'Académie San Alejandro de La Havane. En 1932, il se rend en Europe où il poursuit ses études d'arts graphiques à l'école San Fernando de Madrid. Le déclenchement de la guerre civile l'oblige à quitter l'Espagne et à poursuivre ses études au Mexique, attiré par l'art muraliste qui s'y développe.
Il a vécu en France, aux États-Unis et à Cuba, où il a connu le succès et la consécration artistique en tant que peintre à l'huile, muraliste, dessinateur, graveur et également universitaire dans d'importantes institutions. Cependant, cette période de sa vie a été fortement marquée par les différents conflits guerriers dont il a été témoin en Europe et en Amérique latine.
En 1948, il se rend pour la première fois au Chili, invité à exposer à la Sala del Pacífico. Sa relation avec notre pays est initiée par sa longue amitié avec le poète Pablo Neruda et son mariage avec la peintre chilienne María Luisa Bermúdez.
En 1956, il reçoit une invitation de l'université du Chili pour donner un cours sur "l'évolution de l'art contemporain". Il s'est finalement installé au Chili en 1958. En 1964, il épouse la peintre Ida González. À partir de cette période, il s'est distingué en tant qu'artiste, enseignant et personnalité publique nationale. En 1966, il fait partie du mouvement Diagonal Cero avec Calvo Perotti, Lucio Loubet, Omar Gancedo, Alberto Piergiácomi, Edgardo Antonio Vigo (es).
Parmi ses diverses activités d'enseignement au Chili, il a fondé l'école d'art de l'université catholique en 1959, avec Nemesio Antúnez et d'autres artistes et architectes. Il a enseigné aux ateliers de peinture jusqu'en 1969, date à laquelle il a été nommé directeur adjoint de l'école.
En 1982, devenu l'un des peintres les plus représentatifs du Chili et largement reconnu dans les circuits artistiques étrangers, Mario Carreño a reçu le Prix national d'art.
En 2013, la Fondation Mario Carreño a été créée, dirigée par ses filles Mariana et Andrea Carreño, et a été présentée lors de l'Hommage aux 100 ans de sa naissance, qui a eu lieu au Musée national des Beaux-Arts. La Fondation a pour but d'organiser, de conserver et de préserver ses archives afin de diffuser à terme l'œuvre de l'artiste.

## Expositions personnelles
- 1930 - Mario Carreño, Salón de Merás y Rico, La Havane (Cuba) ;
- 1947 - Carreño: Recent Paintings, Perls Galleries, New York ;
- 1978 - Mario Carreño. Pinturas, Musée des beaux-arts de Caracas (Venezuela) ;
- 2000 - Exposición en Homenaje a Mario Carreño, Galería de Arte Patricia Ready, Santiago du Chili (Chili).

## Expositions collectives
- 1932 - Exposición Única de Pintores y Escultores Cubanos, Lyceum, La Havane (Cuba) ;
- 1943 - The Latin American Collection, Museum of Modern Art, New York ;
- 1951 - Biennale de São Paulo, Parc Trianon, São Paulo (Brésil) ;
- 1952 - XXVIe Biennale de Venise, Venise (Italie) ;
- 1980 - Bienal Iberoamericana de Arte Domecq, Museo de Arte Carrillo Gil, Mexico ;
- 1992 - Exposition universelle de 1992 de Séville, pavillon ibéro-américain[2].
- 2000 - Tono a tono, exposición de Arte Abstracto 2, Salón de la Solidaridad, Hôtel Habana Libre Tryp, la Havane.

## Collections

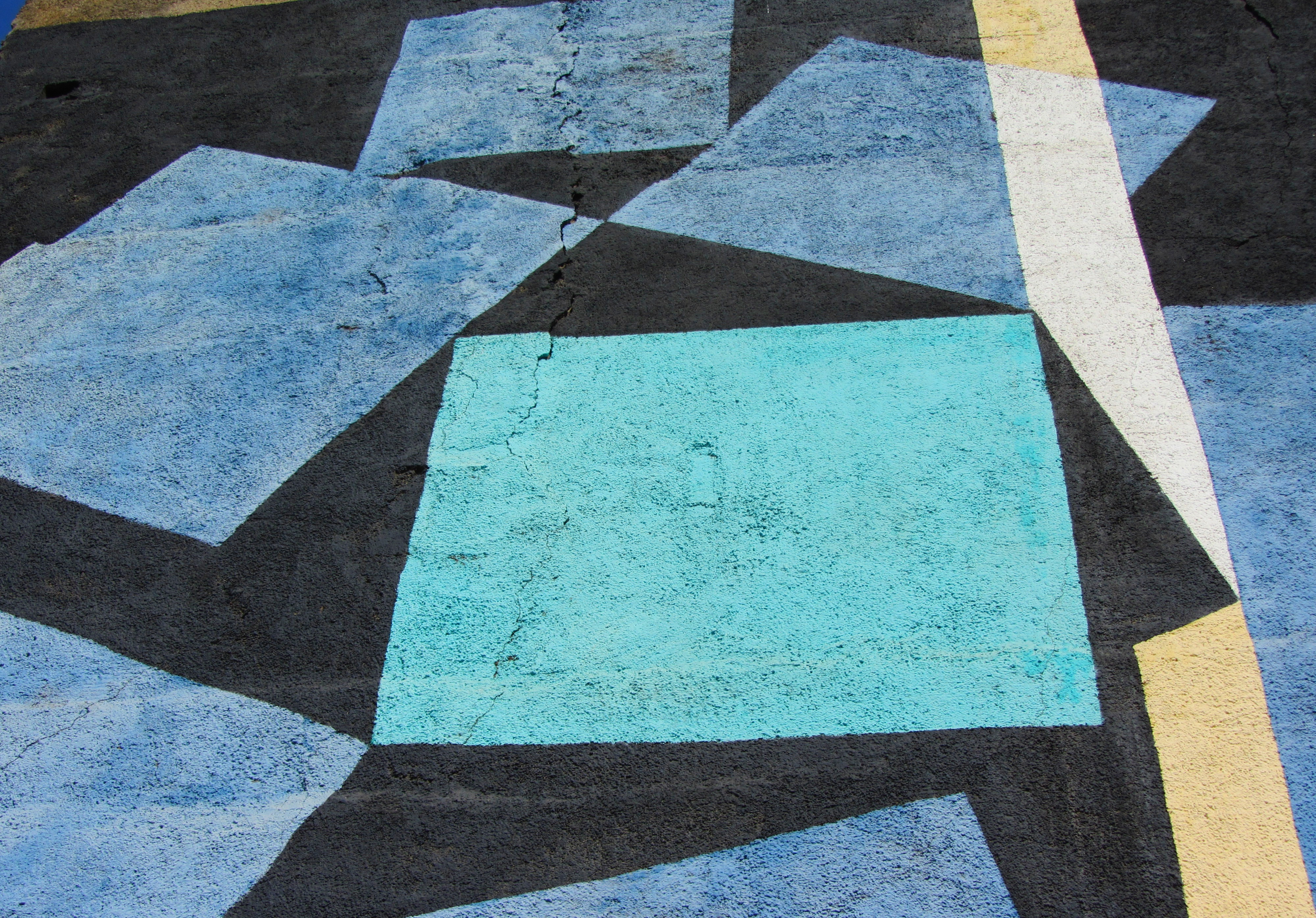
Mural 1 au Musée à ciel ouvert de Valparaíso.

On retrouve ses œuvres de façon permanente dans les collections suivantes :
- Museum of Modern Art, New York ;
- International Business Machine, New York ;
- Metropolitan Museum and Art Center, Coral Gables (Floride) ;
- Norton Gallery and School of Art de West Palm Beach (Floride) ;
- Museum of Modern Art of Latin America, Washington ;
- Carrol Reece Museum, East Tennessee State University, Johnson City, Tennessee ;
- Wadsworth Atheneum, Hartford (Connecticut) ;
- San Francisco Museum of Art ;
- Museo de Bellas Artes, Santiago du Chili ;
- Musée des beaux-arts de Caracas ;
- Musée national des beaux-arts de Cuba
- D.O.P. Collection de la DOP Foundation (en), Paris ;
- Musée d'art moderne de Céret (France).

## Prix
- 1956 - Bourse Guggenheim, New York ;
- 1982 - Prix national d'Art du Chili, Santiago du Chili ;
- 1987 - Cintas Foundation Fellowship, New York.